# Laura Iglesias Romero
Laura Iglesias Romero (Benavente, 1926) va ser professora d'investigació del Consell Superior d'Investigacions Científiques (CSIC). Va desenvolupar la seva activitat principal com a química experta en espectroscòpia atòmica, especialitat de la qual va ser pionera.
Bona part del seu treball el va portar a terme a l'Institut d'Òptica Daza de Valdés, fundat en 1946 pel Prof. José Otero. L'Institut d'Òptica ha passat a denominar-se Centre de Física Miguel Antonio Catalàn (CFMAC), en honor de l'il·lustre químic Miguel Catalán Sañudo, del qual Iglesias va ser deixeble. Actualment integra els instituts d'Estructura de la Matèria, Institut d'Òptica i Institut de Física Fonamental.
Pensionada pel CSIC, Iglesias va treballar amb el professor Shenstone el 1958, degà de la Facultat de Física de la Universitat de Princeton (Nova Jersey), amb qui Catalán havia col·laborat. Després, Iglesias es traslladaria a Washington, per treballar contractada en el "National Bureau of Standards" (1959). Després de rebutjar diverses ofertes va tornar a Espanya, vinculant-se de nou al CSIC.
En aquesta nova etapa es va dedicar a l'obtenció i observació d'espectres d'elements de transició d'interès astrofísic, útils per conèixer el moviment de les estrelles, i també d'altres elements pesants del sistema periòdic. Entre l'agost de 1953 i Juliol de 1957 va treballar com a Professora Adjunta d'Estructura Atòmic-Molecular i Espectroscòpia a la Universitat Complutense de Madrid.
Els seus treballs sobre espectroscòpia de metalls pesants es van realitzar sempre gràcies a la col·laboració amb el National Bureau of Standards (EUA), organisme públic dels Estats Units, en el qual va treballar com a investigadora des de 1965.
Aquesta científica, que va ser investigadora del CSIC, ha donat nom al I Premio Laura Iglesias de Divulgación Científica convocat per la Fundación Museo de la Ciencia de Valladolid i la Junta de Castella i Lleó, que va guanyar la matemàtica Capi Corrales.